# São João de Pirabas (kommun)
São João de Pirabas är en kommun i Brasilien.   Den ligger i delstaten Pará, i den nordöstra delen av landet, 1 700 km norr om huvudstaden Brasília. Antalet invånare är 20 644.
Följande samhällen finns i São João de Pirabas:
- São João de Pirabas

Trakten runt São João de Pirabas består huvudsakligen av våtmarker. Runt São João de Pirabas är det glesbefolkat, med 16 invånare per kvadratkilometer.